# Wilmer Valderrama
Wilmer Valderrama (Miami, 30 januari 1980) is een Amerikaans acteur. Hij is vooral bekend door zijn rol van Fez in That '70s Show.
Als driejarige verhuisde hij naar Venezuela, daarna verhuisde hij op zijn dertiende terug naar de VS, naar Los Angeles. Bij aankomst sprak hij geen Engels maar hij leerde snel de taal op school en tijdens dramalessen. Hij heeft gezegd dat het leren van de taal vergemakkelijkt werd door het kijken naar I Love Lucy.
Door te spelen in een Spaanstalige reclamespot van Pacific Bell maakte hij zijn acteerdebuut. Zijn filmdebuut maakte hij in 2001 in de film Summer Catch, daarvoor was hij al bezig op tv, in 1998 speelde hij mee in Four Corners maar zijn doorbraak kwam in That '70s Show (1998-2006), waarin hij de buitenlandse Fez speelde, wiens geboorteland als running gag in de serie niet genoemd wordt. Ook verleende hij zijn stem aan enkele tekenfilms op de Disney Channel.
Met mede-acteurs Danny Masterson en Ashton Kutcher uit That '70s Show is hij hecht bevriend geraakt. Ze hebben samen ook een restaurant, Dolce genaamd.

## Werk
Films:
- Summer Catch (2001)
- Party Monster (2003)

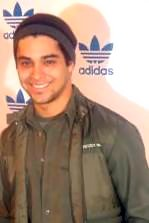
Wilmer Valderrama

- Clifford's Really Big Movie (2004) (stem)
- Beauty Shop (2005)
- The Darwin Awards (2006)
- Fast Food Nation (2006)
- Unaccompanied Minors (2006)
- El Muerto (2007)
- The Condor (2007) (stem)
- Save the Date (2007)
- From Prada to Nada (2011)
- Larry crown (2011)
- The Girl Is in Trouble (2015) (als Angel)
- Encanto (2021) (als Agustin Madrigal, stem)

Korte films:
- La Torcedura (2004)
- Longtime Listener (2006)

Televisie:
- Four Corners (1998) (geannuleerd na 4 afleveringen)
- That '70s Show (1998-2006) (als Fez)
- Yo Momma (2006-heden)
- Wizards of Waverly Place (1 Aflevering, als Oom Ernesto)
- Grey's anatomy (1 aflevering, als patiënt)
- Handy Manny (2006-heden) (stem)
- ITV Formula One Coverage (2002-heden) (als Felipe Massa)
- Awake (2012) (als Detective Efrem Vega)
- From Dusk Till Dawn: The Series (2014-2016) (als Carlos Madrigal)
- NCIS (2016-heden) als Nick Torres
- The Ranch (2016) (als Berto)

## Trivia
- De echte naam van Fez in That '70s Show is onbekend bij de kijker, net als zijn geboorteland.